# Cerro Las Ninfas
Cerro Las Ninfas of Cerro de las Ninfas is een stratovulkaan in het departement Ahuachapán in El Salvador. De berg ligt ongeveer zes kilometer ten zuidoosten van de stad Ahuachapán en is ongeveer 1760 meter hoog.
De vulkaan maakt deel uit van de bergketen Cordillera de Apaneca en heeft een vulkaankrater.
Ongeveer anderhalve kilometer naar het noordoosten ligt de Laguna Verde. Op ongeveer vier kilometer naar het zuiden ligt de vulkaan Cerro de Apaneca.